# Todzie
Todzie är ett vattendrag i Ghana, på gränsen till Togo. Det ligger i den sydöstra delen av landet, 110 km öster om huvudstaden Accra.